# Des souvenirs pour Noël

Des souvenirs pour Noël (A Golden Christmas) est un téléfilm de Noël américain réalisé par John Murlowski et diffusé en 2009.

## Synopsis
Jessica passe les fêtes de fin d'année avec sa famille. Ses parents décident de déménager, elle a donc l'idée d'acheter la maison dans laquelle elle a de nombreux souvenirs d'enfance, cependant une autre personne souhaite également acquérir la maison.

## Fiche technique
- Titre original : A Golden Christmas
- Scénario : Jay Cipriani
- Durée : 95 min
- Pays :  États-Unis

## Distribution
- Andrea Roth (VF : Rafaèle Moutier[1]) : Jessica
- Nicholas Brendon (VF : Mark Lesser) : Michael
- Bruce Davison (VF : Jean-Luc Kayser) : Rod
- Elisa Donovan (VF : Carole Gioan) : Anna
- Chastity Dotson : Jill
- Melody Hollis (VF : Clara Quilichini) : Madeline Beal
- Alley Mills (VF : Françoise Pavy) : Katherine
- Jason London (VF : Fabrice Josso) : Mitch
- Robert Seay (VF : Thierry Ragueneau) : Chet
- Eli Jane : Tina, femme de Chet
- Kali Majors : Jessica Wright jeune
- Elsa Morales Myers : citadine
- Kristi Culbert : citadine
- William Myers : citadin
- Daniel Zykov : Henry
- Joseph James : homme du couple heureux